# Hu Dengzhou
Hu Dengzhou (胡登洲‎; geb. ca. 1522; gest. 1597) war der Gründer der islamischen Bücherhallen-Erziehung in den Moscheen in China. Die Bücherhallen-Erziehung (kurz: Jingtang jiaoyu 经堂教育) in China wurde eingerichtet, um sowohl Geistliche als auch gewöhnliche Gläubige zu erziehen.
Der Überlieferung nach stellte Hu Dengzhou in der späten Ming-Zeit die Dreizehn Klassiker (十三本經 / 十三本经, d. h. die Dreizehn Klassiker der chinesisch-muslimischen Erziehung) zusammen, sieben Bücher auf Arabisch und sechs auf Persisch.
Sein Grab steht auf der Liste der Denkmäler der Provinz Shaanxi.